# 阿曼达·斯普拉特
阿曼达·斯普拉特（英語：Amanda Spratt，1987年9月17日—），澳大利亚女子自行车运动员，2018年世界公路自行车锦标赛女子公路赛银牌得主、2019年世界公路自行车锦标赛女子公路赛铜牌得主。